# Barbara Stoll
Barbara Stoll (* 10. November 1961 in Bogen, aufgewachsen in Überlingen) ist eine deutsche Schauspielerin und Hörspielsprecherin, sowie Sängerin. 

## Leben
Sie lebt in Stuttgart, studierte dort an der Hochschule für Musik und darstellende Kunst und hat das Bühnenreifediplom als Schauspielerin. Sie ist die Senderstimme von arte, Sprecherin beim SWR und mit unterschiedlichsten Chansonprogrammen erfolgreich. 1985 hat sie mit Jerry Willingham das Polymedia-Performance-Ensemble >corps exquis< ins Leben gerufen. Die Mitglieder des Ensembles sind Künstler internationalen Ranges. Sie arbeitet auch als Dozentin für Stimme, Schauspiel und mediengerechtes Sprechen.

## Filmografie (Auswahl)
- 2023: Uschi Ulmer in SOKO Stuttgart[1]
- 2022: Margret in love 50 Megatons[2]
- 2021: Sofie Schlegel in Unbekannte Helden[3], SWR[4]
- 2019: Dr. Christa Hirsch in Das Menschenmögliche[5], ZDF
- 2018: Das Menschenmögliche[6] ZDF
- 2016: Katharina Zell, Reformatorin aus Straßburg, SWR
- 2013: Wahrsagerin in Baron Münchhausen[7], ARD[8]
- 2011: Roberta in Farfalle[9]
- 2010: Frachter
- 2009: Madame Kertusch in Dostojewskiserie/Zao Tvin, Moskau
- 2009: Wirtin in Fankurve SOKO Stuttgart[10]
- 2009: Gitte in Dr. Martin, Serie ZDF
- 2008: Gudrun Hausleitner in Schöne Aussicht, ARD[11]
- 2007: Ein Fall für B.A.R.Z.
- 2007: Windland HR
- 2006: Die Frau am Ende der Straße, ZDF
- 2006: Schattenspiele Tatort Hamburg
- 2005: Bachs Mutter in Klang der Ewigkeit[12]
- 2004: Anne Jacobs in Stirb und Werde, Tatort Kiel ARD
- 2004: Mein Weg zu Dir heißt Liebe
- 2004: Frau Venturino in Besser als Schule[13]
- 2003: Schwabenkinder[14][15]
- 2003: Das Duo: Der Liebhaber
- 2001: Marlies Klausner in Mein Bruder der Vampir

## Hörspiele
Die ARD-Hörspieldatenbank enthält (Stand: November 2023) für den Zeitraum von 1985 bis 2017 insgesamt 79 Datensätze, bei denen Barbara Stoll als Sprecherin geführt wird.

## Auszeichnungen
- Ella-Hoffmann Preis für Rezitation (2003)[16], Stuttgarter Theaterpreis (2005)[17], „Laureate Preis für poetische Kraft“[18], der ihr 2011 für die Darstellung der Penthesilea verliehen wurde.